# گز (فرانسه)
گز (فرانسه) (به فرانسوی: Gez) یک کمون در فرانسه است که در Canton of Argelès-Gazost واقع شده‌است.

## خصوصیات
گز ۳٫۸۹ کیلومترمربع مساحت و ۲۳۳ نفر جمعیت دارد و ۶۰۰ متر بالاتر از سطح دریا واقع شده‌است.